# Про Рама
Про Рама — король Камбоджі наприкінці XVI століття.

## Життєпис
Був далеким родичем короля Четти I.
Зумів відвоювати столицю Камбоджі, місто Ловек. Утім свою столицю він розмістив у місті Срай Сантор. Він намагався заручитись підтримкою іспанців і португальців. 1596 року спалахнув відкритий конфлікт між португальцями та китайцями. Про Рама став на бік останніх, за що був убитий у результаті штурму королівського палацу португальцями.